# Dotzena temporada de Supernatural
La dotzena temporada de Supernatural consta de 23 episodis emesos els dijous a les 8/9C, va ser estrenada el 13 d'octubre de 2016 i va finalitzar el 18 de maig de 2017, per la cadena CW.

## Argument
En aquesta temporada de Supernatural (sèrie de televisió), els germans Winchester hauran de fer front a diversos nous successos en les seves vides. D'una banda hauran d'adaptar-se a la resurrecció de Mary Winchester (la seva mare) i intentar encaixar això en les seves vides. A part, com es va veure al final de l'anterior temporada apareixen els Homes de Lletres Britànics, com afectarà això als caçadors Americans? Tot això sense oblidar que Llucifer segueix desaparegut i qui sap quins podrien ser els seus plans?

## Elenc[1]

### Personatges principals
Jared Padalecki com Sam Winchester
Jensen Ackles com Dean Winchester
Misha Collins com Castiel
Mark Sheppard com Crowley

### Personatges recurrents
Mark Pellegrino com Llucifer
Courtney Ford com Kelly 
Samantha smith com Mary Winchester
Kim Rhodes com Sheriff Jody Mills
David Haydn- Jones com Ketch
Adam Fergus com Mike
Elizabeth Blackmore com Lady Toni Bevell
Gillian Barber com Dr. Hess
Ali Ahn com Dagon
Ruth Connell com Rowena 
Kara Royster com Alicia
Kendrick Sampson com Max
Lisa berry com Billie
Katherine Ramdeen com Alex Jones
Rick Springfield com Vince Vicente/ Lucifer
David Chisum com a president Jefferson Rooney /Lucifer

## Llista d'Episodis[2]
| nombre d'Episodi | Títol                               | Dirigit per         | Escrit per                        | Data d'emissió. |
| --- | ----------------------------------- | ------------------- | --------------------------------- | --------------- |
| 1 | Keep Calm and carry on              | Philip Sgriccia     | Andrew Dabb                       | 13/10/16        |
| Dean es troba cara a cara amb la seva mare, mentre Sam lluita per la seva vida després d'haver estat disparat per Toni |                                     |                     |                                   |                 |
| 2 | Mamma Mia                           | Thomas J. Wright    | Brad Buckner                      | 20/10/16        |
| Dean, Castiel i Mary tenen una pista sobre Sam i es disposen a rescatar-lo. Mentrestant, Crowley s'adona que Llucifer ha pres el cos de l'estrella del rock Vinve Vicente.                                                                             |                                     |                     |                                   |                 |
| 3 | The foundry                         | Robert Singer       | Robert Berens                     | 27/10/16        |
| Quan un bebè que plora causa la mort en una misteriosa casa abandonada, Mary, Sam i Dean decideixen investigar. Mentrestant la cacera de Castiel per atrapar a Llucifer el porta, a contracor, a associar-se amb Crowley                               |                                     |                     |                                   |                 |
| 4 | American Nigthmare                  | John F. Showalter   | Davy Perez                        | 03/11/16        |
| Sam i Dean investiguen un cas que els porta a una devota família que viu fora del sistema. S'adonen que els pares estan amagant un enorme secret que podria destruir-los a tots. Mentrestant, Dean lluita per acceptar la decisió de Mary.             |                                     |                     |                                   |                 |
| 5 | The One You'veu Been Waiting For    | Nina Lopez- Corrado | Meredith Glynn                    | 10/11/16        |
| Després de saber que l'ànima d'Adolf Hitler va ser atrapada en un rellotge de butxaca de 1930, Dean i Sam han d'actuar amb rapidesa per evitar que un grup de nigromants Nazi ressuscitin al Führer.                                                   |                                     |                     |                                   |                 |
| 6 | Celebrating the Life of Rosteix Fox | John Badham         | Steve Yockey                      | 17/11/16        |
| Quan els Caçadors es reuneixen per celebrar la vida i mort d'un dels seus, Sam, Dean i Mary han d'entrar en acció quan un dimoni comença a caçar als caçadors d'un en un.                                                                              |                                     |                     |                                   |                 |
| 7 | Rock Never Dies                     | Eduardo Shánchez    | Robert Berens                     | 01/12/16        |
| Llucifer s'adona que com a Vince Vicente pot fer que els seus fans facin el que vulgui. Emocionat amb aquest poder, organitza un concert VIP per matar-los. Sam, Dean i Castiel entren en les profunditats de la indústria de la música per detenir-lo |                                     |                     |                                   |                 |
| 8 | Lotus                               | Philip Sgriccia     | Eugenie Ross-Leming               | 08/12/16        |
| Sam, Dean, Castiel, Crowley i Rowena s'uneixen per lluitar contra Llucifer, quan la seva cerca de poder el porta a la Casa Blanca. |                                     |                     |                                   |                 |
| 9 | First Blood                         | Robert Singer       | Andrew Dabb                       | 26/01/17        |
| Després de ser arrestats per l'intent d'assassinat del President, Sam i Dean han de trobar una sortida del centre de detenció del govern enmig del no-res. Determinada a trobar als seus fills, Mary i Castiel busquen ajuda en una font poc probable. |                                     |                     |                                   |                 |
| 10 | Lily Sunders Has Some Regrets       | Thomas J. Wright    | Steve Yockey                      | 02/02/17        |
| Lily Sunder planeja la seva venjança contra una banda d'àngels que van matar a la seva família; Sam i Dean han de salvar a Castiel de convertir-se en la seva propera víctima.                                                                         |                                     |                     |                                   |                 |
| 11 | Regardin Dean                       | John Badham         | Meredith Glynn                    | 09/02/17        |
| Rowena ajuda a Sam a trobar a una poderosa família de bruixes quan Dean és afectat per un encanteri que fa que perdi ràpidament la seva memòria. |                                     |                     |                                   |                 |
| 12 | Stuck in the Middle (With You)      | Richard Speight Jr. | Davy Perez                        | 16/02/17        |
| Mary demana ajuda a Sam, Dean i Castiel per un cas en el que està treballant, però omet esmentar que els Homes de Lleras Britànics estan involucrats.                                                                                                  |                                     |                     |                                   |                 |
| 13 | Family Feud                         | P.J. Pesce          | Brad Buckner& Eugenie Ross-Leming | 23/02/17        |
| Un fantasma d'un vaixell mercant pot ser el responsable d'un assassinat en el museu. Mentre un angel intenta matar a Kelly. |                                     |                     |                                   |                 |
| 14 | The Raid                            | Jhon McCarthy       | Robert Berens                     | 02/03/17        |
| Mary i els Homes de Lletres Britànics tenen l'oportunitat de destruir un niu de vampirs, però el vampir Alfa fa girar la truita. |                                     |                     |                                   |                 |
| 15 | Somewhere Between Heaven and Hell   | Nina Lopez-Corrado  | Davy Perez                        | 09/03/17        |
| Sam i Dean investiguen un atac en un campament. Mentrestant, dos dels dimonis personals de Crowley descobreixen el que ha estat ocultant. En una altra part, Castiel aconsegueix una pista sobre Kelly Kline.                                          |                                     |                     |                                   |                 |
| 16 | Ladies Drink Free                   | Amyn Kaderali       | Meredith Glynn                    | 30/03/17        |
| Dean i Sam deixen que Mick Davies els acompanyi en un cas en què busquen a un home llop, i es troben amb Claire Novak, encara que la reunió dura poc en ser mossegada. Ara els germans han de trobar una manera d'ajudar-la abans que es converteixi.  |                                     |                     |                                   |                 |
| 17 | The British Invasion                | John F. Showalter   | Brad Buckner, Eugenie Ross-Leming | 06/04/17        |
| Sam i Dean obtenen una pista sobre la situació de Kelly. Mick apareix pel búnquer inesperadament i decideix unir-se a la caça. |                                     |                     |                                   |                 |
| 18 | The Memory Remains                  | Philip Sgriccia     | John Bring                        | 13/04/17        |
| Quan Sam i Dean investiguen el cas d'una persona desapareguda, el testimoni principal diu que la víctima va ser atacada per un home amb el cap d'una cabra.                                                                                            |                                     |                     |                                   |                 |
| 19 | The Future                          | Amanda Tapping      | Robert Berens& Meredith Glynn     | 27/04/17        |
| Sam dona amb una manera de parar al bebè de Llucifer, però Castel té una altra cosa al pensament per a Kelly. Dean s'enfureix quan s'adona que algú a robat el Colt.                                                                                   |                                     |                     |                                   |                 |
| 20 | Twigs&Twine&Tasha Banes             | Richard Speight Jr. | Steve Yockey                      | 04/05/17        |
| Alicia Banes truca a Mary per demanar ajuda després que la seva mare desaparegui. Sam contesta i ell i Dean surten a ajudar a Alicia i a Max. Mentrestant Mary comença a tenir alguns dubtes sobre els Homes de Lletres Britànics.                     |                                     |                     |                                   |                 |
| 21 | There's Something About Mary        | P.J. Pesce          | Brad Buckner, Eugenie Ross-Leming | 11/05/17        |
| Sam i Dean estan alarmats quan s'adonen que els caçadors estan sent assassinats en sospitosos accidents. Ells decideixen trobar a Mary i assegurar-se que està fora de perill. Mentrestant, Toni està de retorn i ella i Mary s'enfronten.             |                                     |                     |                                   |                 |
| 22 | Who We Are                          | John F. Showalter   | Robert Berens                     | 18/05/17        |
| Sam i Dean només es tenen l'un a l'un altre quan estan atrapats en una situació perillosa. La lluita entre els caçadors americans i els britànics ha arribat.                                                                                          |                                     |                     |                                   |                 |
| 23 | All Along the Watchtower            | Robert Singer       | Andrew Dabb                       | 18/05/17        |
| Llucifer batalla amb Sam, Dean i Castiel pel seu nonat fill. |                                     |                     |                                   |                 |